# Lachnus swirskii
Lachnus swirskii är en insektsart som beskrevs av Hille Ris Lambers 1954. Lachnus swirskii ingår i släktet Lachnus och familjen långrörsbladlöss.

## Underarter
Arten delas in i följande underarter:
- L. s. swirskii
- L. s. persicae